# Червоточина Морриса — Торна

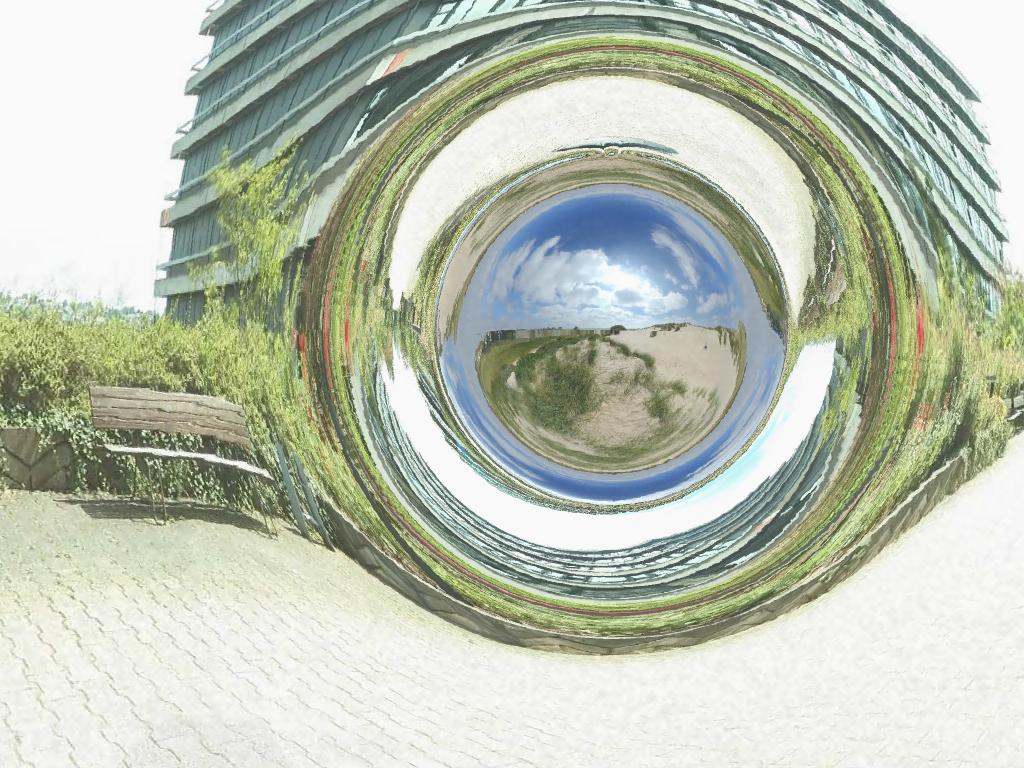
Изображение моделирования проходимой кротовой норы, соединяющей площадь перед физическими институтами Тюбингенского университета с песчаными дюнами вблизи Булонь-сюр-Мер на севере Франции. Изображение рассчитано с помощью четырёхмерной трассировки лучей в метрике червоточины Морриса — Торна, но гравитационное воздействие на длину волны света не было смоделировано.

Червоточина Морриса — Торна — пример проходимой кротовой норы. Лоренцевская проходимая червоточина позволяет пройти в обоих направлениях из одной части Вселенной в другую. Возможность проходимой червоточины впервые была продемонстрирована Кипом Торном и его аспирантом Майком Моррисом в статье 1988 года. Поэтому этот тип проходимой кротовой норы, удерживаемый в открытом положении сферической оболочкой экзотической материи, называется кротовой норой Морриса — Торна. Позже были открыты другие виды проходимых червоточин в рамках допустимых решений общей теории относительности, в том числе различный анализ червоточин в статье Мэтта Виссера 1989 года, где сказано, что путь через червоточину может быть проложен не через область экзотической материи. Однако, в гравитации Гаусса — Бонне (модификация общей теории относительности с участием дополнительных пространственных изменений, которые иногда изучаются в контексте бранной космологии), экзотическая материя не требуется, чтобы допустить существование проходимых кротовых нор. Тип червоточины, удерживаемый в открытом положении отрицательной массой космических струн, был предложен Виссером в сотрудничестве с Крамером и другими, кроме того, было указано, что подобные туннели могли возникнуть в ранней Вселенной.
Червоточины соединяют две точки в пространстве-времени, что в принципе позволяет перемещаться как во времени, так и в пространстве. В 1988 году Моррис, Торн и Юртсевер вели работу над тем, как преобразовать ход времени в червоточине в момент перемещения. Однако, в соответствии с общей теорией относительности, невозможно было бы использовать червоточину для обратного путешествия во времени раньше, чем когда червоточина преобразуется в машину времени за счёт ускорения одного из двух устьев.
Шацкий А. А. и соавторы исследовали сферическую модель проходимой (в их случае называемой «динамической») кротовой норы, состоящей из пыли с отрицательной плотностью массы и электромагнитного поля, при этом данная модель не находится в равновесии. Они отмечают, что исходной послужила модель непроходимой («статичной») кротовой норы, а используемая в работах материя является тяготеющим скалярным полем. Особенностью данной работы является то, что используемая модель проходимой кротовой норы является включённой в сферическую модель Мультивселенной, которая представляет собой бесконечное количество сферических миров. Потенциальные кандидаты, устья кротовых нор, будут изучены с помощью космических интерферометров «Радиоастрон» и «Миллиметрон».